# لیک لین (پنسیلوانیا)
لیک لین (به انگلیسی: Lake Lynn) یک منطقهٔ مسکونی در ایالات متحده آمریکا است که در شهرستان فایت، پنسیلوانیا واقع شده‌است. لیک لین ۳۰۱٫۱۵ متر بالاتر از سطح دریا واقع شده‌است.